# Laimbach (Grünbach)
Der Laimbach, auch Steinbachl genannt, ist ein Fluss im oberösterreichischen Bezirk Wels-Land mit einer Länge von 5,1 km und einem Einzugsgebiet von rund 4,5 km².

## Verlauf und Landschaft
Der Laimbach entspringt im Oberwald in der Gemeinde Pennewang in der Ortschaft Schneiting. Im Oberlauf passiert er den Ober- sowie den Unterwald und bildet streckenweise die Gemeindegrenze zwischen Edt bei Lambach und Pennewang. Im Mittellauf mäandriert der Bach sehr stark, ehe er am Gemeindegebiet von Gunskirchen nahe der Ortschaft Wilhaming die Waldgebiete verlässt. Im Unterlauf fließt der stark regulierte Laimbach durch offene Felder, Erlen und Weiden bilden den Hauptbestandteil des Uferbegleitgehölzes. In Wilhaming und Irnharting wird der Fluss heute noch zur Fischzucht verwendet, Indikatoren für die gute Wasserqualität sind hierbei Signalkrebse und Groppen. Im Zuge der Hochwasserregulierungsarbeiten am Grünbach wurde die Laimbachmündung nördlich von Irnharting zum Irnhartingerbach verlegt. Der alte Arm, der nur temporär Wasser führt, endet bei der Ortschaft Pfarrhofwies an der Grünbachtal Bezirksstraße.